# Tirtsi jõgi
Tirtsi jõgi är ett vattendrag på ön Ösel i Estland. Ån ligger i den del av Ösels kommun som före 2017 ingick i Mustjala kommun och den mynnar i viken Küdema laht på Ösels nordvästkust mot Östersjön. Tirtsi jõgis längd är 15 km.